# Вељко Радуловић
Вељко Радуловић (Милојевићи, код Никшића, 10. април 1915 — Пјешивци, 6. новембар 1942), учесник Народноослободилачке борбе и народни херој Југославије.

## Биографија
Родио се у селу Милојевићи, код Никшића, 10. април 1915. године у сељачкој породици. У СКОЈ је примљен 1939. године, а у КПЈ 1940. године. Био је један од организатора протеста које је КПЈ организовала непосредно пре Другог светског рата. Пјешивички комунисти су први у никшићком крају ступили у борбу против окупатора и извели диверзантске акције на прузи Даниловград—Никшић. Крајем 1940. године постављен је за политичког комесара Доњопјешевичке чете. Они су водили борбе са Италијанима који су били смештени у Даниловграду и чији је задатак био да деблокирају Никшић.
У марту 1942. године постао је политички комесар комбинованог ударног батаљона Никшићког НОП одреда. Приликом повлачења партизанских снага у правцу Боне крајем маја 1942. године показао је више пута јунаштво и спретност да изненади противника. Његовом заслугом код Стубе је успео да ослободи групу партизана које су четници заробили. По повереном задатку отишао је да ради илегално на окупирану територију. Четници су више пута покушали да га ухвате и на крају су у томе успели 6. новембра 1942. године. Жеља је била да га ухвате живот, али је он пружио отпор и погинио је код Ораног Дола (Пјешивци). Поред њега у Народноослободилачкој борби су му погинула још три брата.
Указом председника ФНР Југославије Јосипа Броза Тита, 13. јула 1953. године, проглашен је за народног хероја.